# Mûrier noir
Morus nigra
Espèce
Classification phylogénétique
Le mûrier noir (Morus nigra L.) est une espèce d'arbre fruitier originaire d'Asie occidentale (Sud du Caucase, Arménie, Iran) et naturalisée en Amérique du Nord (Canada, États-Unis), en Europe et en Chine et appartenant à la famille des Moracées.
Elle a été introduite et cultivée dans tout le bassin méditerranéen depuis l'Antiquité pour ses fruits, les mûres, qui sont plutôt délaissés de nos jours.

## Description

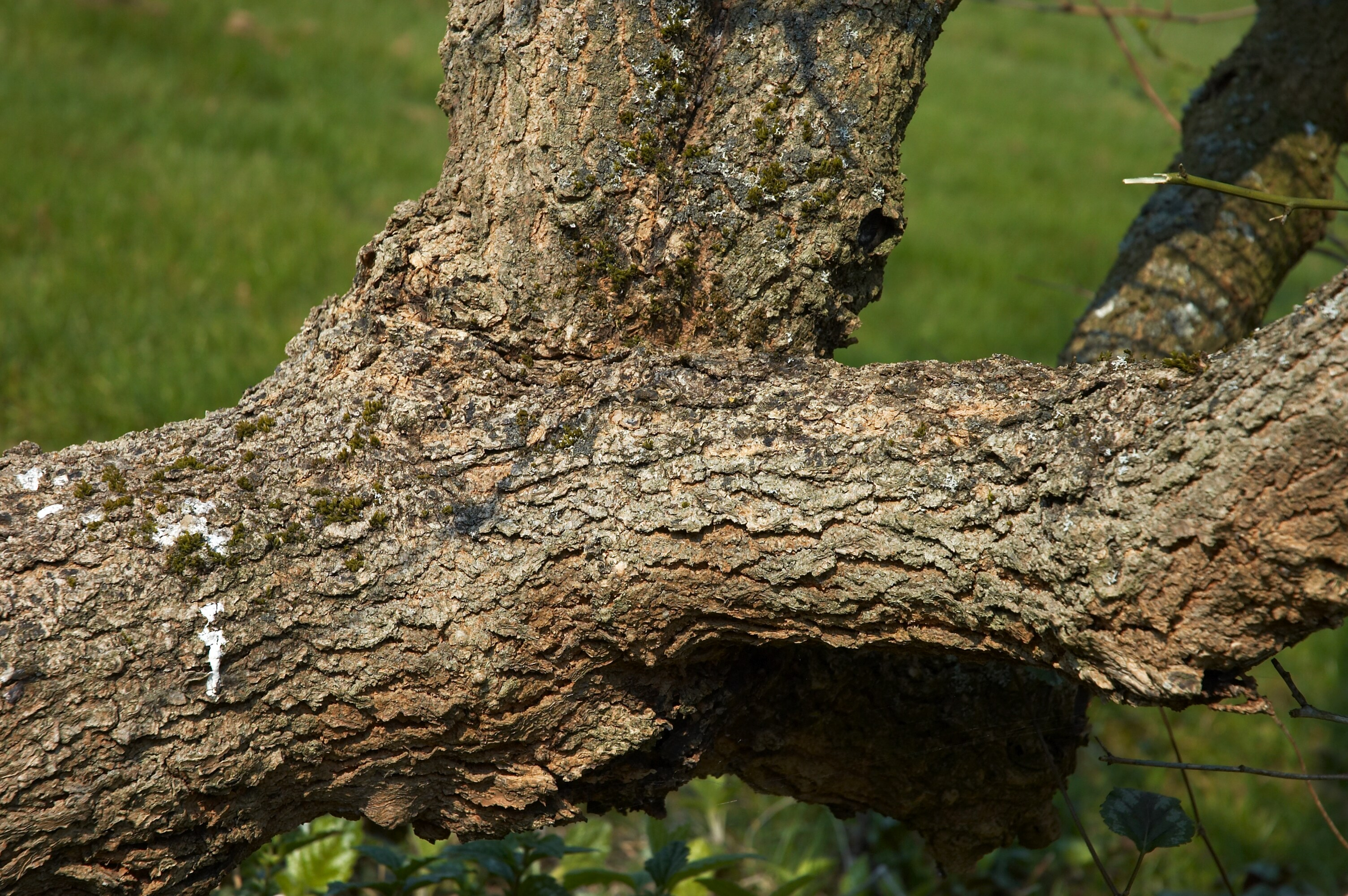
Écorce.

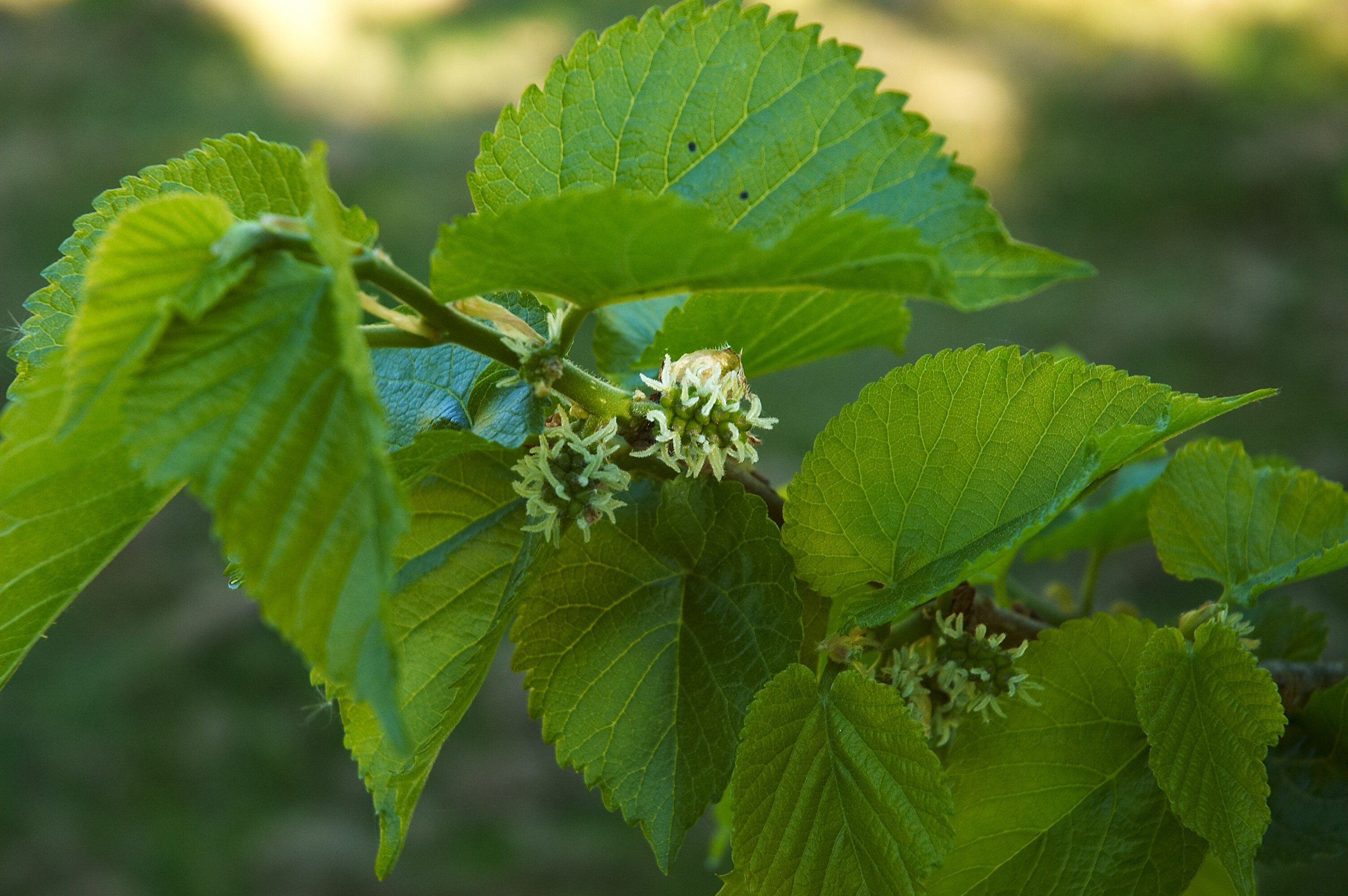
Feuilles et fruits au printemps.

Le mûrier noir est un arbre monoïque à croissance lente pouvant atteindre 10 à 20 mètres de haut.
Ses feuilles caduques sont alternes, glabres ou légèrement pubescentes au revers de la feuille. Elles sont généralement cordiformes mais peuvent être lobées. Elles mesurent jusqu'à 15 cm de long.
Le mûrier noir est rustique et supporte un climat de type zone USDA 5.
Auto-fertile, il fleurit au printemps.
Il donne des fruits comestibles d'environ 25 mm de long, très tachants et fragiles qui arrivent à maturité vers la mi-août. Ils doivent être consommés rapidement car ils sont rapidement périssables.
Morus nigra L. est dexoploïde (2n=22x=308), il possède le plus grand nombre de chromosomes parmi les phanérogames.
Le mûrier noir peut vivre jusqu'à 120 ans. Par la suite, il n'est pas rare que l'arbre se fende en deux sous le poids des branches charpentières. L'arbre peut survivre ainsi mais le plus souvent apparaissent des rejets à la base de l'arbre.

### Différences entre mûrier blanc et noir
Bien que certaines sources indiquent que le mûrier blanc produit des fruits blancs et le mûrier noir des fruits noirs, c'est plus ou moins vrai. Le mûrier noir porte toujours des fruits violet foncé ou noirs. Par contre, selon les variétés, le mûrier blanc porte des fruits blancs, jaunes, rosés, violets ou noirs.
- Le fruit du mûrier blanc présente un pédoncule long (parfois de la longueur du fruit) alors que le mûrier noir n'a pour ainsi dire pas de pédoncule, ou un pédoncule très court.
- Le fruit du mûrier blanc est douceâtre avant maturité, alors qu'au même stade celui du mûrier noir est très acide. À complète maturité, celui du mûrier blanc est assez fade et très sucré, celui du mûrier noir est sucré et légèrement acidulé.
- La saveur des fruits du mûrier noir plaît à la quasi-totalité du grand public[réf. nécessaire]. Les fruits du mûrier blanc sont généralement peu estimés en France[réf. nécessaire], mais ceux des cultivars sélectionnés pour leurs fruits ont une valeur gustative élevée. Ils sont très appréciés dans les pays qui les cultivent, au Moyen-Orient (Iran, Syrie, Liban, Israël) notamment.